# 律月ひかる
律月 ひかる（りつき ひかる、2001年7月31日 - ）は、日本のタレント、アイドルであり、女性アイドルグループいぎなり東北産のメンバー。秋田県出身。スターダストプロモーション所属。

## 人物
甘い声、おっとしりした話し方、独特なワードセンスが特徴。
小さい頃から絵本や読書が好きで作文を書くのも好きであった。ポエムを原稿用紙に書いては母に見せていたという。
2019年11月26日深夜放送のニッポン放送「ミュ〜コミ+プラス」に出演した際には、宮城県の方言「いぎなり」を英語で「Very（ベリー）」と表現したり、自身を“うさぎ天使魔法少女”（後述）と自己紹介してMCの吉田尚記アナウンサーを驚かせた。その後、吉田尚記が企画する短歌イベント「アイドル歌会」に2021年11月から不定期で出演しており、日経MJ（2022年3月28日）、NHK短歌（2022年7月号）や朝日新聞（2024年5月19日朝刊）で歌や歌会が紹介され、NHK Eテレ『NHK短歌』（2025年1月26日放送）に出演した。日向坂46の元メンバーで小説家の宮田愛萌とはアイドル歌会での共演をきっかけに交流があり、2024年に宮田愛萌がラジオ文化部特派員「宮田愛萌」初イベントを開催する際の最初のゲストに呼ばれた。
大森靖子は女の子の神様。大森靖子がいぎなり東北産に楽曲「服を着て、恋したい」（2022年7月31日先行配信、EP『いぎなりメジャーデビュー』収録）を提供した際には「大森靖子さんのことは女の子の神様って思うし、大森さんの歌で、たくさんの超えられない夜を超えてきたんだ、、」と綴っている。同曲の“病み”と“かわいい”が共存する律月のセリフパート「世界が気持ち悪いおかげで今日も私が最高だわ」は律月ひかる2023年生誕祭のサブタイトルにも使われている。同曲は大森靖子のファンにも好評で「大森靖子楽曲総選挙2024」では400曲以上の中で41位にランクインした。「2024年に最も愛聴した3曲」の一つに「幸内炎」を挙げた。いぎなり東北産の楽曲「狂くるどっかーん♡」は大森靖子が作曲し律月ひかるが初めて作詞を手がけた。2023年6月から制作を開始した同曲は、同年12月に初披露、2024年2月に先行配信され、アルバム『東北産万博』に収録された。大切で大切で夢のような楽曲。
10代後半は大人になっていろいろなことを知ったら世界が怖くなってしまうと考え「大人になりたくない」という思いがとても強かったが、20代になり年齢を重ねるたび最初はあまりよく分からなかった本・短歌や大森靖子の歌詞の深みに気づくようになり、10代の心とはまた違う感じ方をできるのは悪くないなと思うようになった。
いろんな作品に触れて、今まで知らなかった感情を知ることができた時、かわいいものをかわいいと思えた時、ときめく言葉に出会えた時には胸が高鳴りわくわくしてしょうがないという。
2024年からジュンク堂書店 秋田店に「いぎなり東北産 律月ひかるの本棚」コーナーが設けられ、毎回与えられたテーマから厳選した書籍を直筆POPで紹介している。第7回 東北産カップ 学力一般常識テスト 第1位。
小さいころからアメリカンコメディーとお笑いが好きで、シュールで地味に笑えてくるような笑いがタイプだという（コント派）。2018年からTBCラジオ「スベル兄弟」にレギュラー出演し、お笑いタレントのゴー☆ジャスやソラシドと共演した。2022年1月28日に配信された「おもカワ〜アイドル大喜利タッグトーナメント〜」マツリー杯に橘花怜と出場し準優勝、審査員賞として竹中夏海から個人賞を授与された。2023年は「あんまりめちょめちょしないで、面白ければ何でもいいやの気持ちで、何が起きても『そういうお笑い』のマインドを持ち続けていたいです。」と意気込み、同年1月のスタプラアイドルフェスティバルにて「モノボケチャレンジ」に出場し優勝した。2024年7月には「おもカワ〜アイドルコントバトル」に出場している。
愛称は「ひかるん」「るんちゃん」。ブログでは挨拶に「はぴるん」という造語を用いている。「ひかる」という名前は、夏の太陽のように光り輝くようにとの願いが込められていて、「ひかる」が平仮名なのは「角のない、まあるい優しい女の子になりますように」という意味が込められている。姉と妹の3人姉妹。祖母は以前から「ひかるのカレンダーが欲しい」と言っていて、発売が決まったカレンダーをプレゼントするという。母は、2015年に秋田でスカウトされた際に「運命だわっ！」と事務所入りを許可した。東北産に入る前は大体の物事に対して興味とやる気が無かった律月に「ひかるがやる気を出して頑張れることなんてそうそう無いから、やりたいことならやりなさい」とアイドル活動を続けられるようにしてくれた。2025年の武道館公演が決まった際には「娘が日本武道館に立てるのを見に行けるママもすごく幸せ者です。ありがとう」と言ってくれた。
5歳から7年間クラシックバレエを習っており、特技は逆立ちブリッヂ、スピリッツ（前後開脚）。趣味は、クラシックバレエなど。スタコミュ「ローカリズムスイーツ部」部長。高校では茶道部に所属していた。趣味の一つはカフェ巡り。自宅では海外のグミやピンクのチョコといったかわいいお菓子を食べながら、かわいいタンブラーに入ったミルクティーを飲むという。名探偵コナンが好き。特技は、前述の逆立ちブリッヂやスピリッツのほか、ひじを反対側に曲げる・手を使わずに鼻の穴をとじる。英検準2級・パソコン検定3級の資格を持っている。
特徴的な声を持ち、2022年には甘い歌声と“ユメカワイイ”世界観が特徴の『夢で逢えたら（feat. 律月ひかるfromいぎなり東北産）』（吉田美奈子のカバー）をリリースした。いぎなり東北産結成当初は声が小さく、大きく発声するために努力を重ねた。ボイストレーニングの先生が律月の声を活かした歌い方を教えてくれたのが良かったという。

### ファッション
身長が168cm超あり、2018年に開催されたイベント「夏S」で高身長ユニット「GIANTS HORSE」に選抜された。ファッションブランドとのコラボレーション「TRAVAS TOKYO×Ritsuki Hikaru from MADE IN TOHOKU」やアイドルファッション誌「IDOL FILE Vol.27 LOLITA&GOTHIC」でモデルを務めた。2023年8月のIDOL RUNWAY COLLECTION Supported by TGCではランウェイを歩いた。
無類のかわいいもの好き。ツインテールが大好き。ツインテールの「わざとらしいかわいさ」（「かわいいでしょ？」と言わんばかりの存在感ときゅるきゅるみ）でたくさんの人のことを悩殺していきたいという。2024年の生誕イベントで生誕グッズ「るんちゃんのLOVE ME♡前髪クリップ」を販売した。ヘアケア用品「シークレットサロン シャインオイルミスト」とコラボレーションしている。
自身のリラックスタイムについて「かわいいものを身につけてかわいいものに囲まれたり、ひたすらかわいい映像を見たりとかもします。美少女でしか得られない栄養があるので、かわいい、推しメンを摂取したりするのもちる（chill）です！」と語っている。ロココの芸術様式やファッションが好き。ファンタジーな世界が好きで、かわいいお洋服を着ることが幸せ。パーティーみたいなかわいすぎる服をよく買うが、パーティーすぎて普段なかなか着れないのが悩みの一つ。
憧れは元NMB48の渡辺美優紀。小学生の頃に初めて存在を知り、女の子としてすごく憧れ、アイドルとしての在り方や見せ方などを知れば知るほど憧れるようになり、「私もそんな風になれたら」と思うようになったという。

### うさぎ天使魔法少女
キャッチコピーは「うさぎ天使魔法少女」、言われてうれしい一言は「何の目的で人間界に居るの？」。
自身が好きな「少女」という概念について、永遠じゃないからこそ好きなのに「永遠だったらいいなー」って思ってしまう。「刹那に甘く煮詰められた、はかなくて残酷できゅるきゅるで、ぐちゃぐちゃで、キラキラな切なさが好きなのに…。」と記している。はかなさのあるものに心を引かれがち。
生誕祭のステージでは自己プロデュースで自分の世界を表現している。2021年はサンリオピューロランドにてシナモンやハローキティと「律月ひかる生誕祭〜ひかるんとシナモロール〜」を開催、オリジナルグッズ「ひかるんのよだれかけ風たおるん」を販売した。2023年は「律月ひかる生誕祭 〜世界が気持ち悪いおかげで今日も私が最高だわ♡〜」を開催し、生誕グッズ「魔法少女免許証と魔法少女証明写真」を販売した。2024年は「律月ひかる生誕祭 〜秘めやかな月夜〜」を開催した。
友達から「耳かきについてる白いふわふわに似ている」と言われたことがある。東北の動画・情報配信サービスtopoの番組『めざせ地上波 いぎなり配信中！』のスピンオフ冠企画「律月ひかるのおさんぽたんぽぽ」（#おさぽぽ）に出演している。
2021年から自身によるイラストを用いたLINEスタンプ「えらいうさぎ」「えらいうさぎ2」をリリースしている。
ちびうさだった頃（小さい頃のうさぎ天使魔法少女）はブランコとトランポリンが好きであった。小学生では陸上部に所属し高跳びをしていた。中学校ではバレーボール部に所属していた。が、少子化で廃部になったために強制退部。
律月ひかるを語る上できっと欠かせないバイブルとしてアメリカのアニメ「悪魔バスター★スター・バタフライ」を挙げた。
TEAM SHACHI（チームしゃちほこ）の推しメンは秋本帆華、2021年11月15日の秋本帆華生誕イベントではゲストとしてお祝いした。私立恵比寿中学の推しメンは中山莉子。神宿の小山ひな、乃木坂46が好き。

### いぎなり東北産として
いぎなり東北産でのメンバーカラーは純白 （ぴゅあほわいと）。公式ファンクラブ「いぎなり東北ファン倶楽部」でメンバーコンテンツ「ひかるんの秘密のノート…♡」を更新している。
いぎなり東北産リーダーの橘花怜は律月について「るんちゃんはふわっとした雰囲気があって、るんちゃんが最年長メンバーでいてくれるからこそ東北産のいい空気感が出てるのかなって思います」と紹介している。橘花怜とのユニット楽曲「ぱんださん」（いぎなり東北産アルバム『東北産万博』収録）では、橘の王道アイドルに対して独自のアイドル世界観を表現している。座右の銘は「Going my way」。東北産メンバーの藤谷美海から「かわいいものに対する世界観がすばらしい」「自分の世界観を持っているのがすごくてうらやましい」と尊敬されている。
東北のおすすめは、ババヘラアイス。いぎなり東北産として「（震災で）東北ではすごく悲しいことがあったけど、それだけじゃなくて、東北から元気や、こんなに楽しい、楽しいんだよっていうのをアピールできるように、東北の中から楽しさを届けられるような存在になれるように、そう思っていただけるように頑張りたいなって思っています。」と語っている。
いぎなり東北産で唯一の秋田県産（秋田出身）として、グループ結成当初から「ごくじょうラジオ」「タマリバ」といったABSラジオの番組やイベント「ABSまつり」に出演。2018年から秋田県と秋田市が後援するイベント「私立恵比寿中学秋田分校」に出演しており、2023年から日の丸醸造（横手市）の日本酒「純米大吟醸 まんさくの花」などとコラボレーションしている。2022年からはNHKの東北温泉地応援プロジェクトで秋田県などの温泉を紹介した。WEB『月刊まっぷる 2024年6月号』の「秋田県の推しみやげ」では秋田県のお土産を紹介しており、子供の頃から食べている「いぶりがっこ」はチーズと組み合わせてもおいしいという。2025年3月17日配信「食のライブコマースfoove」で律月考案の柚子胡椒マヨ味いぶりがっこを販売した。東北楽天ゴールデンイーグルスとのコラボグルメ「楽天モバイルパーク宮城産いぎなりおいしいプレート」に、好きな食べ物の海老にいぶりがっこを巻き、ポテトサラダにのせたメニューがある。

## 略歴
- 中学1年生の時に東京へ出かけた際にスターダストプロモーションにスカウトされたが、当時はまだ仙台営業所がなく、秋田から東京へ通えないので断った[5]。
- 東京でスカウトされた約1年後の2015年5月、秋田のショッピングモールで現在のいぎなり東北産マネージャーにスカウトされた[66]。仙台営業所ができた後だったため、母は「運命だわっ！」と事務所入りを許可した[5]。
- 2015年8月、いぎなり東北産の結成メンバーとなる。
- 2018年4月23日、レギュラーを務めるラジオ番組「スベル兄弟」（TBCラジオ）が放送開始。
- 2018年7月28日、「夏S 2018 ももクロトリビュート 〜みんなで10周年をお祝いしちゃうぞ！〜」に出演。いぎなり東北産としての出演の他、高身長ユニット「GIANTS HORSE」として「ハラハラGood!Good!」を披露[67]。
- 2018年12月30日に開催された「いぎなり東北大忘年会」（@仙台PIT）でMV産（MVP）となり、2019年の生誕祭開催が決まった。
- 2019年7月27日、律月ひかる生誕祭 〜はぴばるん〜（@秋田 Club SWINDLE）を開催。
- 2019年11月26日深夜放送のニッポン放送「ミュ〜コミ+プラス」に出演し、宮城県の方言「いぎなり」を英語で「Very（ベリー）」と表現したり、自身を“うさぎ天使魔法少女”と自己紹介してMCの吉田尚記を驚かせた[68]。その後、吉田尚記が企画するイベント「アイドル歌会」に2021年11月から不定期で出演している。
- 2021年5月3日、個人Instagramアカウントを開設[69]。
- 2021年7月30日、律月ひかる生誕祭〜ひかるんとシナモロール〜（@サンリオピューロランド）を開催。ハローキティ、シナモンと共演。
- 2021年12月25日、LINEスタンプ「えらいうさぎ」を販売開始。
- 2022年10月21日、『夢で逢えたら（feat. 律月ひかるfromいぎなり東北産）』がデジタルリリース[70]。
- 2023年7月30日、律月ひかる生誕祭 〜世界が気持ち悪いおかげで今日も私が最高だわ♡〜（@Spotify O-WEST）を開催。生誕グッズとして「魔法少女免許証と魔法少女証明写真」を発売した。
- 2024年1月、ジュンク堂書店 秋田店に「いぎなり東北産 律月ひかるの本棚」コーナーが設けられる。
- 2024年2月15日、律月ひかるが初めて作詞を手掛けたいぎなり東北産の楽曲『狂くるどっかーん♡』[15]がサブスク配信開始。
- 2024年7月29日、律月ひかる生誕祭 〜秘めやかな月夜〜（@SHIBUYA PLEASURE PLEASURE）を開催。生誕グッズ「るんちゃんのLOVE ME♡前髪クリップ」を発売。
- 2025年7月21日、律月ひかる生誕祭 ♡Addicted to girlhood♡（@キネマ倶楽部）を開催。

## 出演

### テレビ
- エビ中の青春女子旅〜秋田編〜（2018年8月、ABS秋田放送など）
- エビ中の青春女子旅〜秋田ものしり王決定戦〜（2020年12月、ABS秋田放送で放送、国内向け有料配信の他、台湾でも放送）[71]
- えび☆ステ（2021年11月5日、ABS秋田放送）
- コアラモード.小幡康裕のガチンコスターダストプラネット（フジテレビNEXT）
  - 2021年12月14日 - 高橋優「福笑い」を歌唱
  - 2022年12月15日 - あいみょん「裸の心」を歌唱
- ZIP!SUNDAY（2023年7月2日、ABS秋田放送）
- Iwateen（NHK総合 岩手）
  - 2024年3月2日 - 元気な沿岸をめぐる 釜石・大槌の旅[72]
  - 2024年10月5日 - いぎなりインターン 博物館の学芸員
- NHK短歌（2025年1月26日、NHK Eテレ） - 宮田愛萌から ことばのバトン

### ラジオ
- スベル兄弟（2018年4月23日 - 2020年7月13日、TBCラジオ）[73] - 月1レギュラー出演
  - お笑いタレントのゴー☆ジャスやソラシドと共演。2019年7月28日の「TBC夏まつり2019」ラジオ公開収録にも出演。
- タマリバ（2023年7月7日ほか、ABSラジオ） - 2023年7月7日はコーナー「いぎなり秋田でラジオっこ！」の初回に出演
- クリエイターズ・スタジオ with ボカコレ（2023年10月26日 2024年4月11日 2024年7月18日、JFN系列）

### WEB
- ももクロ・エビ中緊急生特番！STARDUSTPLANET発足記念大感謝パーティー（2018年2月17日、AbemaTV） - MVPを獲得
- 柚姫の部屋（2020年4月20日 5月18日 11月9日 2021年5月10日 10月18日、YouTube）[74]
- いっきゅうオンデマンド（2021年10月26日 11月2日、YouTube）[5][50]
- 乃木坂46の「生のアイドルが好き」（2022年12月21日、ニコニコ生放送）
- NHK東北温泉地応援プロジェクト テーマソング『とうほくであったまろう』動画（2022年 - ）[75]
- やかんとアイドル（2023年5月13-17日、 YouTube）[76]
- DJ Tomoaki's Radio Show!（2023年11月30日 ほか、下北FM）
- 乃木坂46がMCのアイドル番組「生のアイドルが好き」（2025年3月10日、ニコニコ生放送）
- 食のライブコマースfoove（2025年3月17日） - コラボいぶりがっこ
- めざせ地上波 いぎなり配信中！（2024年 - 、topo） - スピンオフ企画『律月ひかるのおさんぽたんぽぽ』（#おさぽぽ）などに出演

### イベント
- 渋谷LOFT9アイドル倶楽部vol.29（2021年11月25日、渋谷LOFT9）[77]
- LIG presents 渋谷LOFT9高校アイドル部vol.10（2021年12月13日、渋谷LOFT9）[78]
- 「おもカワ〜アイドル大喜利タッグトーナメント〜」マツリー杯（2022年1月28日 - 2月6日 配信、ナタリー主催）[22] - 橘花怜と出演し準優勝、審査員賞として竹中夏海から個人賞を授与された[79]。
- アイドル歌会（ミクサライブ東京、不定期出演）
  - アイドル歌会＠勤労感謝の日（2021年11月23日）[80]
  - アイドル歌会＠2022新年会（2022年1月21日）[81]
    - NHK短歌2022年7月号に、アイドル歌会を企画した吉田尚記によるコラムが掲載され、律月の歌が紹介された[82]。

  - アイドル歌会＠2022忘年会（2022年12月8日）[83]
  - アイドル歌会＠お花見スペシャル（2023年3月23日）
  - アイドル歌会 TIF特別出張版（2023年8月5日）
  - アイドル歌会＠俵万智セレクション歌集発売記念スペシャル（2024年4月12日）
  - アイドル歌会＠2024大忘年会（2024年12月26日）
- IDOL RUNWAY COLLECTION Supported by TGC（2023年8月7日、国立代々木競技場 第二体育館） - IDOL RUNWAY COLLECTION STAGEにモデルとして
- おもカワ〜アイドルコントバトル（2024年7月19日、座・高円寺2）[84] - 「101名の練習生の中から勝ち上がってきた8名がコントで競い合う！」という設定
- ラジオ 文化部特派員「宮田愛萌」 初イベント（2024年12月28日、大崎ブライトコアホール） - 初回のゲスト

### コラボレーション
- ジュンク堂書店 秋田店「いぎなり東北産 律月ひかるの本棚」コーナー（2024年）[85]
- TRAVAS TOKYO×Ritsuki Hikaru from MADE IN TOHOKU（2024年）[86]

## 書籍
- フォトブック「LIG season2 [05]」（2021年8月10日発売）[87] - 阿部菜々実（ラストアイドル・パクスプエラ）と参加
- アイドル歌会 公式歌集1（2022年9月12日、講談社）[88]

### 雑誌
- IDOL AND READ 030（2022年3月7日、シンコーミュージック・エンタテイメント）
- IDOL FILE Vol.27 LOLITA&GOTHIC（2022年12月16日、シンコーミュージック・エンタテイメント）[89]
- VVmagazine Vol.122（2024年8月30日、ヴィレッジヴァンガード）

### 新聞
- 日経MJ（2022年3月28日、日本経済新聞社）[90]
- 秋田魁新報（2016年5月30日 2025年6月27日[91] 7月18日[92]）

## 作品
- LINEスタンプ「えらいうさぎ」（2021年12月25日）[93]「えらいうさぎ2」
- いぎなり東北産「狂くるどっかーん♡」 - 律月ひかるが作詞を担当
  - 作曲：大森靖子、編曲：大久保薫、振付：竹中夏海
  - いぎなり東北産のアルバム『東北産万博』に収録

### 参加作品
- 夢で逢えたら（feat. 律月ひかるfromいぎなり東北産）
  - 2022年10月21日リリース[94]
  - SDRのクリエイティブレーベル『MeMe Meets』によるカバーYouTubeプロジェクト『Re:spect』の第3弾
  - 吉田美奈子がリリースした『夢で逢えたら』のカバー。編曲はサクライケンタ。